# بیلی کالینز (بوکسور)
ویلیام ری "بیلی" کالینز. (۲۱ سپتامبر ۱۹۶۱ – ۶ مارس ۱۹۸۴) یک قهرمان بوکس حرفه‌ای آمریکایی بود که از سال ۱۹۸۱ تا ۱۹۸۳ به حرفه بوکس اشتغال داشت. دوران حرفه‌ای وی به دلیل تقلب حریف در آخرین مسابقه و وارد آمدن آسیب‌های جدی به بینایی او کوتاه بود. حریف او با خارج نمودن مقادیری از ماده نرم داخل دستکش و آغشته نمودن نوارهای دور دست خود به گچ دستکشهای خود را به‌طور غیرقانونی دستکاری نموده بود.

## دوران حرفه‌ای
بیلی کالینز از طبقه کارگر بود و در انطاکیه، تنسی، از تباری ایرلندی متولد شد. پدر او بوکسور سبک وزن بود که یک بار در مسابقات کورتیس کک قهرمان جهان شده بود. او پسر خود را آموزش داد تا راه وی را ادامه دهد. کولینز (پدر) در سبک وزن برنده ۱۴ مسابقه اول خود شد که یکی از نها در برابر هارولد منقل مدافع قهرمانی جهان بود.

### مبارزه نهایی در برابر لوئیس رستو
کالینز در برابر لوئیس Resto اهل پورتوریکو در باغ میدان مدیسون واقع در نیویورک در روز ۱۶ ژوئن سال ۱۹۸۳ در مسابقه جانبی فینال میان وزن که بین روبرتو دوران و دیوی مور بود به میدان رفت. نور میان عنوان مبارزه با. در شرط بندی‌ها شانس پیروزی کالینز در این مسابقه بسیار بالاتر بود ولی به علت جراحات سنگین در راند دهم داوران به اتفاق آرا وی را بازنده اعلام کردند.
در پایان مبارزه مربی کالینز که پدر وی بود در هنگام دست دادن با حریف متوجه شد که دستکش رستو نازک‌تر از حد نرمال است و فریاد زنان خواستار توقیف و بررسی آن‌ها شد. پس از تحقیقات توسط کمیسیون بوکس ایالت نیویورک مشخص گردید پاناما لوئیس مربی رستو دستکشهای شاگرد خود را دستکاری نموده‌است. جراحات شدید وارد شده به کالینز به دلیل همین دستکاری بود و به علت تقلب نتیجه مسابقه به بدون برنده تغییر داده شد.
پروانه مربیگری لوئیس در نیویورک به‌طور دائم لغو گردید و هیچ ایالتی حاضر به صدور پروانه برای وی نشد. پروانه مشت زنی رستو نیز به صورت نامحدود به حالت تعلیق درآمد و وی هرگز اجازه نیافت در مسابقه دیگری شرکت کند. در سال ۱۹۸۶ لوئیس و رستو به جرم حمله، توطئه جنایی و اقدام به جنایت با استفاده از وسیله مرگبار (مشتهای رستو) محکوم گردیده و هر یک به دو سال و نیم زندان محکوم گردیدند.

## صدمات و خودکشی
در اواخر آن مبارزه چشمان کالینز در اثر شدت جراحات متورم و بسته شده بود. او دچار پارگی عنبیه گردید و به‌طور دائم تاری دید پیدا کرد و دیگر نتوانست در هیچ مسابقه‌ای شرکت کند. وی برای گذران زندگی به کارهای دیگری مشغول شد ولی در مدت کوتاهی دو شغل را از دست داد و دچار افسردگی شده و به مشروب و مواد مخدر روی آورد. نوسانات خلقی و خشونت وی تأثیرات منفی بر روی زندگی زناشویی وی گذاشت .
در تاریخ ۶ مارس سال ۱۹۸۴ او با کوباندن ماشین خود به یک نهر سر پوشیده در نزدیکی خانه‌اش واقع در انطاکیه تنسی حومه نشویل اقدام به خودکشی نمود. بسیاری از مفسران و همچنین خانواده کالینز بر این باورند که از دست دادن حرفه تخصصی و وسیله امرار معاش باعث فروپاشی روانی وی گردید.

## اقدام قانونی
در ماه ژوئیه سال ۱۹۸۳ خانواده کالینز از رستو و برگزارکننده مسابقه و بازرسان داور به علت کوتاهی در محافظت از کالینز شکایت نمودند اما مرگ کالینز روند دادرسی را تغییر داد. در نهایت دادگاه به نفع خانواده کالینز رای نداد و پرونده مختومه اعلام شد.
کمیسیون بوکس ایالتی تغییراتی در قوانین خود اعمال نمود تا موارد مشابه در آینده تکرار نشود.

## افشاگری‌های بعدی توسط رستو
در سال ۲۰۰۷ رستو طی عذرخواهی همراه با گریه از بیوهٔ کالینز بابت نقش خود در این ماجرا عذرخواهی نمود و حلالیت طلبید. او همچنین اعتراف کرد که نوار پیچ دست وی آغشته به گچ بوده‌است. موردی که در تحقیقات بررسی نشده بود. با توجه به خارج کردن بخشی از مواد ضربه گبر دستکش ها و نوار پیچ دستی که با گچ مستحکم شده بود در واقع انگار رستو با سنگ به صورت کالینز ضربه زده بود. در سال ۲۰۰۸ در کنفرانسی مطبوعاتی رستو نه تنها به اطلاع از دستکاری دستکشهای خود اعتراف نمود بلکه اذعان داشت لوئیس اقلاً در دو مورد دیگر از مسابقات وی از همین روش استفاده کرده بود. حادثه سال ۱۹۸۳ و وقایع پس از آن در مستندی که توسط اچ‌بی‌او در سال ۲۰۰۸ ساخته شد به نام جنایت در رینگ به تصویر کشیده شده‌است.

## سوابق بوکس حرفه‌ای
| No. | Result | Record   | Opponent        | Type | Round, time  | Date            | Location                                               | Notes |
| --- | ------ | -------- | --------------- | ---- | ------------ | --------------- | ------------------------------------------------------ | --- |
| ۱۵  | NC     | 14–0 (۱) | لوئیس رستو      | UD   | ۱۰           | ۱۶ ژوئن ۱۹۸۳    | مدیسون اسکوئر گاردن، نیویورک، نیویورک، ایالات متحده    | در اصل یک برد UD برای Resto بود، بعداً پس از اینکه مشخص شد او از دستکش‌ها و دستکش‌های دستکاری شده استفاده کرده است، بر یک NC حکمرانی کرد. |
| ۱۴  | Win    | ۱۴–۰     | فرناندو فرناندز | KO   | ۶            | ۵ مه ۱۹۸۳       | بریستول، تنسی، ایالات متحده                            | |
| ۱۳  | Win    | ۱۳–۰     | Steve Johnson   | KO   | ۱            | ۱۶ مارس ۱۹۸۳    | آتلانتیک سیتی، نیوجرسی، ایالات متحده آمریکا            | |
| ۱۲  | Win    | ۱۲–۰     | Dennis Horne    | UD   | ۱۰           | ۲۰ ژانویه ۱۹۸۳  | سندز، آتلانتیک سیتی، نیوجرسی، ایالات متحده آمریکا      | |
| ۱۱  | Win    | ۱۱–۰     | Ricky Whitt     | KO   | 4 (10), ۲:۴۸ | ۱۷ اکتبر ۱۹۸۲   | The Claridge Hotel, Atlantic City, New Jersey, U.S.    | |
| ۱۰  | Win    | ۱۰–۰     | Eddie Flanning  | TKO  | 3 (10)       | ۳۰ سپتامبر ۱۹۸۲ | یوا Yorktown (CV-10), Charleston, South Carolina, U.S. | |
| ۹   | Win    | ۹–۰      | Harold Brazier  | PTS  | ۶            | ۱۱ سپتامبر ۱۹۸۲ | Sands, Atlantic City, New Jersey, U.S.                 | |
| ۸   | Win    | ۸–۰      | Mike Pollitt    | KO   | ۳            | ۴ اوت ۱۹۸۲      | Sands, Atlantic City, New Jersey, U.S.                 | |
| ۷   | Win    | ۷–۰      | Roosevelt Moss  | KO   | ۱            | Jul 17, 1982    | Bally's Park Place, Atlantic City, New Jersey, U.S.    | |
| ۶   | Win    | ۶–۰      | Jose Fuentes    | KO   | ۳            | ۲۳ ژوئن ۱۹۸۲    | Sands, Atlantic City, New Jersey, U.S.                 | |
| ۵   | Win    | ۵–۰      | Bruce Strauss   | KO   | ۳            | ۲۰ مه ۱۹۸۲      | Sands, Atlantic City, New Jersey, U.S.                 | |
| ۴   | Win    | ۴–۰      | Tony Taylor     | PTS  | ۶            | ۱۷ مارس ۱۹۸۲    | Atlantic City, New Jersey, U.S.                        | |
| ۳   | Win    | ۳–۰      | Keith Corbett   | KO   | 6 (6)        | ۴ فوریه ۱۹۸۲    | Sands, Atlantic City, New Jersey, U.S.                 | |
| ۲   | Win    | ۲–۰      | Gary Baker      | KO   | ۲            | ۱۹ ژانویه ۱۹۸۲  | Memphis, Tennessee, U.S.                               | |
| ۱   | Win    | ۱–۰      | Kevin Griffin   | KO   | ۳            | ۲ دسامبر ۱۹۸۱   | Sands, Atlantic City, New Jersey, U.S.                 | Professional debut |